# The Ashes 1899
Il The Ashes 1899 è stata la 14ª edizione del prestigioso The Ashes di cricket. La serie di 5 partite si è disputata in Inghilterra tra il 1 giugno e il 16 agosto 1899.
La vittoria è andata alla selezione australiana, che ha vinto per 1-0.

## Contesto
Nel 1899, la squadra di cricket australiana in Inghilterra disputò 35 partite di prima classe, comprese cinque partite di Test cricket. Questa serie rappresentò un'importante novità, poiché fu la prima volta che una serie di Test in Inghilterra si articolava su più di tre partite. Inoltre, fu il primo anno in cui venne costituito un gruppo di selezionatori per la squadra, un cambiamento rispetto alla tradizione precedente, secondo la quale l'autorità responsabile del campo in cui si svolgeva la partita si occupava anche della selezione della formazione.
Il primo Test, disputato a Trent Bridge, segnò l'ultima apparizione di WG Grace con la maglia dell'Inghilterra, mentre nello stesso incontro Wilfred Rhodes fece il suo debutto nel Test cricket.

## Risultati

### Test 1
| 1-3 giugno Referto |

| Australia         | v | Inghilterra      |
| 252 (152.2 overs) |   | 193 (90.4 overs) |
| 230/8d (94 overs) |   | 155/7 (99 overs) |

- Australia vince il sorteggio e decide di battere

### Test 2
| 5-17 giugno Referto |

| Inghilterra       | v | Australia         |
| 206 (80.1 overs)  |   | 421 (170.1 overs) |
| 240 (117.4 overs) |   | 28/0 (11 overs)   |

- Inghilterravince il sorteggio e decide di battere

### Test 3
| 29 giugno-1 luglio Referto |

| Australia        | v | Inghilterra       |
| 172 (77.1 overs  |   | 220 (118.3 overs) |
| 224 (85.3 overs) |   | 19/0 (7 overs)    |

- Australia vince il sorteggio e decide di battere

### Test 4
| 17-19 luglio Referto |

| Inghilterra       | v | Australia                |
| 372 (141.1 overs) |   | 196 (82.3 overs)         |
| 94/3 (27 overs)   |   | 346/7d (f/o) (181 overs) |

- Australia vince il sorteggio e decide di battere

### Test 5
| 14-16 agosto Referto |

| Inghilterra       | v | Australia               |
| 576 (193.4 overs) |   | 352 (143.3 overs)       |
|                   |   | 254/5 (f/o) (100 overs) |

- Inghilterra vince il sorteggio e decide di battere